# Aedes albothorax
Aedes albothorax är en tvåvingeart som först beskrevs av Theobald 1907.  Aedes albothorax ingår i släktet Aedes och familjen stickmyggor. Inga underarter finns listade i Catalogue of Life.